# کریشپندورف
کریشپندورف (به آلمانی: Crispendorf) یک شهر  در آلمان است که در Ranis-Ziegenrück واقع شده‌است. کریشپندورف ۴۴۵ نفر جمعیت دارد.